# Zjezdne zbocze
Zjezdne zbocze (ang. The Slippery Slope) – dziesiąty tom serii książek pt. Seria niefortunnych zdarzeń, napisanej przez amerykańskiego pisarza Daniela Handlera pod pseudonimem Lemony Snicket. Powieść została wydana w latach 2003 (wersja angielska) i 2004 (wersja polska). Składa się z trzynastu rozdziałów. Premiera serialowej ekranizacji książki na platformie Netflix w Polsce i na świecie odbyła się 1 stycznia 2019 roku; akcja powieści stanowi pierwszy oraz drugi odcinek trzeciego sezonu produkcji. 

## Fabuła
Hrabia Olaf, przestępca czyhający na fortunę dzieci Baudelaire, porywa Słoneczko i jedzie na szczyt Gór Grozy, chcąc zniszczyć kwaterę główną wolontariuszy WZS. Wioletka i Klaus Baudelaire muszą wydostać się z potrzasku i uratować młodszą siostrzyczkę z niewoli Olafa. Na drodze do celu będą musieli przetrwać surowe, górskie środowisko.